# Microhydromys
Microhydromys é um género de roedor da família Muridae.

## Espécies
- Microhydromys musseri Flannery, 1989
- Microhydromys richardsoni Tate e Archbold, 1941